# Blučina
Blučina är en ort i Tjeckien.   Den ligger i distriktet Okres Brno-Venkov och regionen Södra Mähren, i den sydöstra delen av landet, 200 km sydost om huvudstaden Prag. Blučina ligger 192 meter över havet och antalet invånare är 2 040.
Terrängen runt Blučina är huvudsakligen platt, men den allra närmaste omgivningen är kuperad. Runt Blučina är det ganska tätbefolkat, med 155 invånare per kvadratkilometer. Närmaste större samhälle är Brno, 15,8 km norr om Blučina. Trakten runt Blučina består till största delen av jordbruksmark.